# Хоффман, Майк
Майк Хоффман (англ. Mike Hoffman; 24 ноября 1989, Китченер, Онтарио, Канада) — канадский профессиональный хоккеист, левый нападающий.

## Карьера

### Юношеская карьера
Юношеская карьера Хоффмана началась в клубе OHL «Китченер Рейнджерс», в сезоне 2006/07 они вызвали его на 2 игры регулярного сезона и 4 игры плей-офф.
В сезоне 2007/08 его не забрала ни одна команда лиги OHL и в связи с этим он перешёл в QMJHL, где играл до 2010 года.
Первым клубом в QMJHL для Хоффмана стал «Гатино Олимпикс», но там он сыграл всего 19 матчей и покинул команду. После этого его забрала последняя на тот момент команда лиги «Драммондвилл Вольтижерс» и сезон 2007/08 он закончил с показателем 24 гола за 62 игры. На драфте НХЛ 2008 года Майк не был выбран ни одним клубом, тем не менее в межсезонье он посетил тренировочный лагерь «Филадельфии Флайерз» и покинул его 29 сентября 2008 года.
В сезоне 2008/09 Хоффман вернулся в «Драммондвилл Вольтижерс». Этот сезон стал для него выдающимся, в 62 матчах регулярного сезона он забил 52 гола и вместе с командой стал чемпионом QMJHL. В решающей игре в финале плей-офф против команды «Шавиниган Катарактес» он забил гол и отдал голевую передачу. На драфте НХЛ 2009 года Майк был выбран в 5-м раунде под общим 130-м номером клубом «Оттава Сенаторз». В межсезонье он участвовал в предсезонном лагере «Сенаторз» и сыграл в одной игре против «Монреаль Канадиенс» и по его итогу был отправлен обратно в QMJHL.
Сезон 2009/10 Хоффмана обменяли в клуб «Сент-Джон Си Догз». В этом сезон он побил рекорд «Сент-Джона» по голам за один сезон. Также он был вызван матч всех звёзд лиги, получил приз самому ценному игроку лиги, приз самому лучшему спортсмену лиги и был номинирован на приз MVP всей CHL.

### Карьера в НХЛ
В июле 2010 года Хоффман посетил тренировочный лагерь «Сенаторз» для новичков и по его окончании подписал с клубом контракт новичка. Сезон 2010/11 он провёл в фарм-клубе «Оттавы», в команде АХЛ «Бингхэмтон Сенаторз». В этом сезоне вместе с «Бингхэмтоном» он выиграл Кубок Колдера.
23 декабря 2011 года Майк дебютировал в НХЛ в матче против «Каролины Харрикейнз».
Полноценным игроком основы «Сенаторз» Хоффман стал в конце сезона 2013/14, а в сезоне 2014/15 он сыграл 79 матчей, в которых забил 27 голов. Также по ходу этого сезона он был вызван на Суперскиллз Матча всех звёзд НХЛ.
27 июля 2016 года Майк подписал контракт с «Оттавой» на 4 года и 20,75 млн долларов.
19 июня 2018 года Хоффмана обменяли вместе с Коди Донаги и выбором в 5-м раунде драфта в «Сан-Хосе Шаркс» на Миккеля Бёдкера, Юлиуса Бергмана и выбор в 6-м раунде драфта. Примерно через 2 часа «акулы» обменяли Майка в «Флориду Пантерз» на выборы в различных раундов драфта.
13 октября 2018 года в составе «пантер» Хоффман начал серию из 17 игр, в которых он набирал очки, в течение этой серии он забил 10 голов и отдал 10 голевых передач, тем самым он побил рекорд франшизы по этому показателю, который ранее принадлежал российскому нападающему Павлу Буре.
В конце 2020 года «Флорида Пантерз» не стали продлевать контракт с Хоффманом, и в качестве свободного агента 11 января 2021 года он подписал однолетний контракт с «Сент-Луис Блюз» на сумму $4 млн.
«Сент-Луис Блюз» также не стал продлевать контракт с игроком, и в качестве свободного агента 28 июля 2021 года он подписал трёхлетний контракт с «Монреаль Канадиенс» на сумму $13,5 млн.
6 августа 2023 года стал частью большого трёхстороннего обмена между клубами «Монреаль Канадиенс», «Питтсбург Пингвинз» и «Сан-Хосе Шаркс», в итоге перейдя в последний.

## Статистика
| Легенда | Легенда                    | Легенда | Легенда                   | Легенда | Легенда    |
| ------- | -------------------------- | ------- | ------------------------- | ------- | ---------- |
| И       | Количество проведённых игр | Штр     | Штрафное время            | +/−     | Плюс-минус |
| Г       | Голы                       | П       | Голевые передачи          | О       | Очки       |
| -       | Статистика неизвестна      | —       | Статистика не учитывалась |         |            |